# Lothar von Richthofen
Lothar-Siegfried svobodný pán von Richthofen (27. září 1894 – 4. července 1922) byl německý vojenský pilot. Jednalo se o německé letecké eso účastnící se 1. světové války. Dosáhl 40 vzdušných vítězství. Lothar byl mladší bratr nejlepšího leteckého esa 1. světové války Manfreda von Richthofen takzvaného "Rudého Barona". Jeho vzdáleným příbuzným byl Wolfram von Richthofen, polní maršál Luftwaffe ve 2. světové válce.

## Život

### Počátky vojenské kariéry a Jasta 11
Lothar začal svoji vojenskou kariéru jako důstojník 4. dragounského regimentu, stejně jako jeho bratr Manfred. V říjnu 1914, když přebýval u Attigny, byl vyznamenán za chrabrost Železným křížem 2. třídy. Následující měsíc byl jeho regiment přesunut na východní frontu.
Lothar vstoupil do Německého letectva (Luftstreitkräfte) na konci roku 1915. Sloužil od ledna 1916 jako pozorovatel v Jastě 23. Jako pozorovatel se také účastnil bitvy u Verdunu. V prosinci byl vyznamenán Železným křížem 1. třídy a započal se cvičit na stíhacího pilota.
Svoji stíhací kariéru zahájil 6. března 1917 v Jastě 11, které velel jeho bratr Manfréd. První vzdušné vítězství si nárokoval 28. března. Jeho obětí se stal letoun FE 2b z 25. Squadrony Britského královského letectva.
Během období německé vzdušné dominance, Brity zvané „Krvavý duben“, nastřádal Lothar do začátku května 15 vítězství. Když si vzal jeho bratr dovolenou, převzal Lothar velení nad letkou. Manfréd považoval Lotharův bojový styl za hazardní a označoval Lothara spíše za „střelce“ než za „lovce“, právě pro tyto důvody si dělal starosti o Lotharovu bezpečnost.

### Střet Lothara von Richthofena s Albertem Ballem
Během prvního týdne května 1917 přidal Lothar na svůj účet další tři sestřely. Navečer 7. května vedl Lothar skupinu pěti Albatrosů D.III z Jasty 11 a poblíž Douai se setkali s 11 SE 5 z elitní 56. squadrony Britského královského letectva, v které létalo největší anglické letecké eso kapitán Albert Ball. Zároveň se setkali se Spadem z 19. squadrony a se Sopwithem Triplanem z 8. (námořní) squadrony. V průběhu bitvy ve zhoršující se viditelnosti ve středu bouřky nad Bourbonským lesem se obě strany rozprchly. Ball byl naposled viděn, jak padá bez kontroly nad letadlem. Havaroval pro něj s fatálními následky. Lothar bojoval v samostatném boji se Sopwithem Triplanem. Sestřelil ho, což přidalo k jeho pověsti. Měl ovšem poškozené letadlo a byl nucen nouzově přistát. Zranil se, ale unikl z nepřátelského území.
Detaily tohoto střetnutí jsou nejasné. Piloti 56. squadrony říkali, že viděli Balla zápasit se všemi červenými albatrosy předtím, než havaroval. Jsou zde také pochybnosti o Richthofenově vítězství, protože se zúčastněný Sopwith Triplane vrátil na základnu nepoškozen. Angličané Ballovu smrt využili pomocí propagandy ve svůj prospěch, přičemž německé vrchní velení v podstatě také, když připsalo Ballovu smrt na Lotharovo konto. Pozdější zkoumání přišlo s vysvětlením, že Ball následkem dezorientace dostal závrať a přešel do strmého stoupání. Následně přestal fungovat karburátor a motor jeho letadla se zastavil, následkem čehož havaroval.

### Pour le Mérite
Richthofen zvýšil svoje skóre do 13. května na 23 vítězství po sestřelu BE.2. Zároveň bylo jeho letadlo trefeno protileteckým flakem, přičemž byl raněn na boku. Havaroval při přistání.
14. května byl vyznamenán Pour le Mérite, ale jeho zranění si vyžádalo pět měsíců rekonvalescence. Poté se navrátil k velení Jasty 11 v září 1917. Na počátku roku 1918 utrpěl prudký zánět ucha a byl hospitalizován v Berlíně.
K jednotce se navrátil v únoru. Připsal si další sestřely, 3 Bristol Fightery F2.Bs 11. a 12. března. 13. března byl opět nucen nouzově přistát, když ho sestřelil Sopwith Camel kapitána Augustuse Orlebara ze 73 squadrony. Když vedl svůj poškozený Fokker Dr.I na přistání, zavadil o dráty vysokého napětí a těžce havaroval. Utrpěl vážná zranění hlavy. Když se léčil z následků svého zranění, dozvěděl se o smrti svého bratra Manfreda.
Do služby k Jastě 11 se vrátil v červenci 1918. Jeho poslední sestřel D.H.-9a následoval 12. srpna 1918, kdy letěl na novém Fokkeru D.VII. Další den byl v akci opět zraněn a opět ho sestřelily Sopwith Camely, pravděpodobně stroj pilotovaný kapitánem Field E. Kindleym ze 148. Aero Squadron USAS. Richthofen byl následně povýšen do hodnosti Oberleutnant (nadporučík), ale do bojů už do konce války nezasáhl.
Vzhledem k tomu, kolik času strávil Lothar von Richtofen na frontě a v nemocnici, byl jedním z nejvíce bojově výkonných leteckých es první světové války. Možná byl dokonce efektivnější než jeho slavnější bratr Manfred. Z jeho 40 potvrzených vítězství sestřelil Lothar 33 během pouhých třech měsíců, 15 sestřelů v dubnu 1917, 8 v květnu 1917 a 19 vítězství v srpnu 1918.

### Po válce
Po válce pracoval Lothar krátce na farmě, než přijal místo v průmyslu. V červnu 1919 se oženil se s hraběnkou Doris von Keyserlingk v Cammerau. Než se manželství rozpadlo, zplodili dvě děti. Z Lothara se stal komerční pilot převážející pasažéry a poštu mezi Berlínem a Hamburkem. 4. července 1922 Richthofen zemřel při havárii jeho LVG C VI u Fuhlsbuettel způsobené závadou na motoru. Na palubě s ním byla herečka Fern Andra a režisér Georg Bluen. Bluen s Androu přežili, ovšem Andra se téměř rok zotavovala ze zranění.

## Vyznamenání
- Pour le Mérite (14. 05. 1917) udělen za 24. vzdušné vítězství
- Královský hohenzollernský domácí řád, rytířský kříž s meči (10. 05. 1917)
- Železný kříž, I. třída
- Železný kříž, II. třída
- Bavorský vojenský záslužný řád, III. třída s meči
- Hamburský hanzovní kříž
- Liakat Medal, ve stříbře s meči (Osmanská říše)
- Turecký železný půlměsíc, ve stříbře (1915)
- Odznak za zranění, ve stříbře (První světová válka)
- Pruský vojenský pilotní odznak